# 黄成希
黄成希（1989年—），广东广州人，中国旅日动画原画师。

## 生平
黄成希出生于广东广州，五岁时开始接触绘画，因看到香港TVB播出的《龙珠Z》决定跟随其表弟学画，直到高考为止一直在少年宫画画班学习绘画。
2012年于广州美术学院数码动画专业毕业，后赴日本进入日本动画行业。《火影忍者》动画系列的主力原画之一。师从山下宏幸，并参与作画监督的工作。先后参与原画的作品有《棺姬嘉依卡》、《黑子的篮球》、《妖怪手表》、《刀剑神域》等。
2018年初，担任《博人传 火影忍者新时代》第65集的分镜、演出、作画监督，并获得一致好评。这是《火影忍者》动画播出16年来，首次由中国人担负单集导演。黄成希也因此获得一定知名度。